# كلية أوريل بجامعة أكسفورد
كلية أوريل بجامعة أكسفورد تعتبر من الكليات التأسيسية لجامعة أوكسفورد التي تقع في أكسفورد بإنجلترا. نظراً لوقوع الكلية في ميدان أوريل، تتميز الكلية باعتبارها أقدم مؤسسة ملكية في أكسفورد؛ وقد أطلق هذا اللقب من قبل على كلية الجامعة والتي لم يعد لديها الحق في أن يرجع تاسيسها إلى الملك ألفريد العظيم. وقد أطلق على الكلية أيضاً أسماء كلية الملك وقاعة الملك تقديراً للعلاقة الملكية بين كلية أوريل والحزب الملكي.
إن المؤسسة الأصلية التي قام بتشييدها آدم دى بروم تحت إشراف إدوارد الثاني ملك إنجلترا في الالعصور الوسطى سُمِّيَت بمقر أو قاعة مريم العذراء في أكسفورد، وكان آدم دى بروم هو وكيل الصدقات لإدوارد الثاني. في بادئ الأمر، كان التصميم الأول للكلية متاحاً لعميد وعشرة ذملاء يطلق عليهم علماء. وظلت الكلية هيئة مكونة من علماء خريجين حتى القرن السادس عشر عندما بدأت الكلية في قبول طلاب المرحلة الجامعية الأولى. وأثناء الالحرب الأهلية الإنجليزية كانت الكلية بمثابة المضيف للأعضاء رفيعى المستوى لبرلمان أكسفورد.
يضم المقر الرئيسي للكلية أربع قاعات من العصور الوسطى وهم: قاعة بيديل، وقاعة سانت ماري، وقاعة سانت مارتن وقاعة تاكلي التي تعد أول الممتلكات التي حصلت عليها الكلية والتي تعد أيضاً أقدم قاعة ما زالت قائمة في أكسفورد. تضم الكلية حوالي 40 عالم، و 300 طالب لم يتخرج بعد و 160 خريج. إن عدد كل من البنين والبنات أعضاء هيئة الطلاب تقريباً متساوٍ.
و كان من ضمن خريجين أوريل البارزين اثنان من الحاصلين على جائزة نوبل؛ علماء مرموقين كان من ضمنهم مؤسسى حركة أكسفورد. اشتملت مقتنيات أورييل الأكثر بروزاً على لوحة لبرنارد فان أورلي، وثلاث قطع من فضيات العصور الوسطى.

## التاريخ

### العصور الوسطى
في يوم 24 أبريل عام 1324، حصل آدم دى بروم؛ القائد قسيس لكنيسة الجامعة على ترخيص من إدوارد الثاني ملك إنجلترا لتأسيس كلية معينة يدرس فيها العلماء أنظمة متنوعة إكراماً للسيدة العذراء، وأن يتبرع لها بمبلغ قيمته 30 يورو كل عام. في عام 1324 اشترى دى بروم اثنين من الممتلكات وهما: قاعة تاكلي التي تقع في الجانب الغربي للطريق الرئيسي، وقاعة بيرولوس التي تقع في الجانب الشمالي لطريق برود. طالب دى بروم أيضاً برئاسة كنيسة في أبيرفورد كاستثمار.

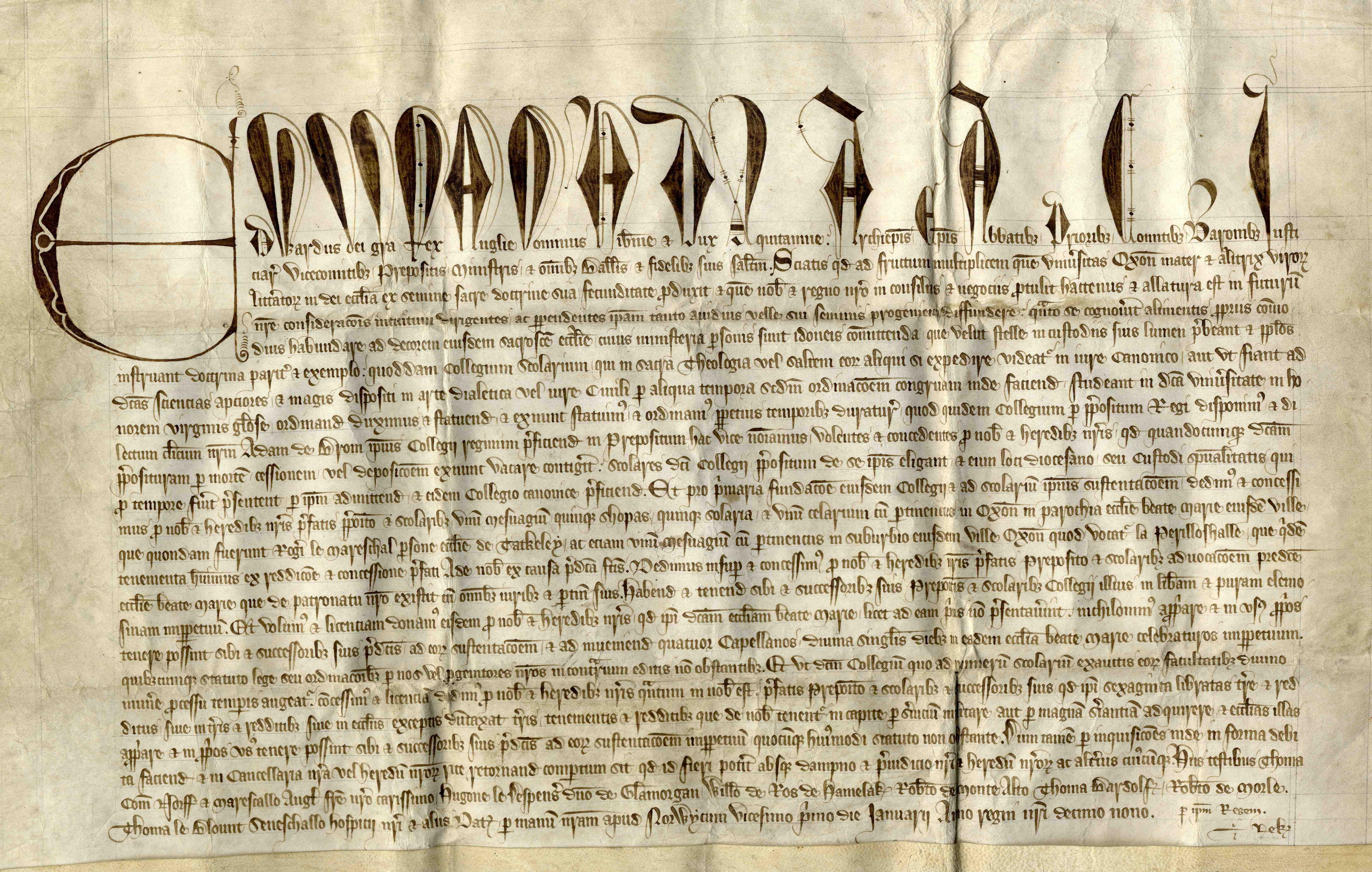
عقد الكلية الذي قدمه إدوارد الثاني ملك إنجلترا عام 1326. توضح التسع كلمات الختامية أن تاريخ هذا العقد يعود إلى الواحد وعشرين من يناير في العام التاسع عشر من عهده.

تم تعزيز مؤسسة دى بروم وفقًا لعقد يعود تاريخه إلي الواحد وعشرين من يناير عام 1326، حيث كفلت السلطة التي يمثلها اللورد شانسلور الحرية في ممارسة حقوق القائمين بزيارات تفتيشية؛ وقد كفل عقدٌ آخر تم وضعه في شهر مايو من نفس العام هذا الحق نفسه لهنري بورغرش، أسقف لينكولن. , وقد كانت أكسفورد في ذلك الوقت تعتبر جزءًا من أسقفية لينكولن. تحت رعاية الملك إدوارد الثاني، حول دى بروم العائد على كنيسة الجامعة إلى كليته والتي أصبحت فيما بعد مسؤولة عن تعيين القس وتوفير أربعة كهنة للاحتفال بالأنشطة اليومية في الكنيسة. عندما تم عزل الملك إدوارد الثاني، لم تتهاون الكلية للحظة في الحصول على التأييد الملكي مرة أخرى. وفي فبراير عام 1327 أكد إدوارد الثالث ملك إنجلترا تأييده للكلية مثلما فعل أباه من قبل. ولكن ظلت القوانين المعدلة سارية وكان أنبا لينكولن لديه حق القيام بزيارات تفتيشية. في عام 1329 وهبت منحة ملكية الكلية منزلًا ضخمًا من ممتلكات الملك يُسَمَّى «لا أوريول»، والذي يقع الآن في منطقة تُسَمَّى «فرست قواد»؛ واقتبست الكلة اسمها المعروف «أوريل» من هذا المنزل، ولقد ظل هذا الاسم مُستَخدَمًا منذ عام 1349 تقريبًا. يرجع هذا الاسم إلى شباك أوريل مبرزًا سمة من الممتلكات السابقة.
في بداية عام 1410 شارك العديد من علماء أوريل ثورات مناصرة لرغبة رئيس الأساقفة أروندل للقضاء على معتقد ديني يُسَمَّى باللغة الإنجليزية"Lollardy" في أكسفورد؛ أدى اعتقاد هذه الطائفة بأن القوة والسلطة الدينية لم تنتج عن التسلسل الهرمي للكنيسة وإنما تنتج عن القوى والصلاح الديني إلى إثارة العضب في أكسفورد وكان جون ويكليف -المنادي بهذا المعتقد- في ذلك الوقت هو رئيس كلية باليول بجامعة أكسفورد. خاض علماء أوريل معارك دامية ضد علماء آخرين متجاهلين تمامًا سلطة العميد. بل وبالإضافة إلى ذللك، قتلوا أحد خادمي اللورد شانسلور عندما هجموا على منزله، وكانوا أيضًا بارزين ضمن المجموعة التي قامت بعرقلة رئيس الأساقفة وقامت بالسخرية من معتقداته.
و في عام 1442 أبرم هنري السادس ملك إنجلترا اتفاقية تنص على أن الدولة ستدفع 25٫000£ كل عام من الضرائب المفروضة على المزارع مقابل الممتلكات البالية التي في الواقع تبلغ قيمتها 30٫000£ في السنة.و تم إلغاء هذه الإتفاقية في عام 1450.

### أوائال العصر الحديث

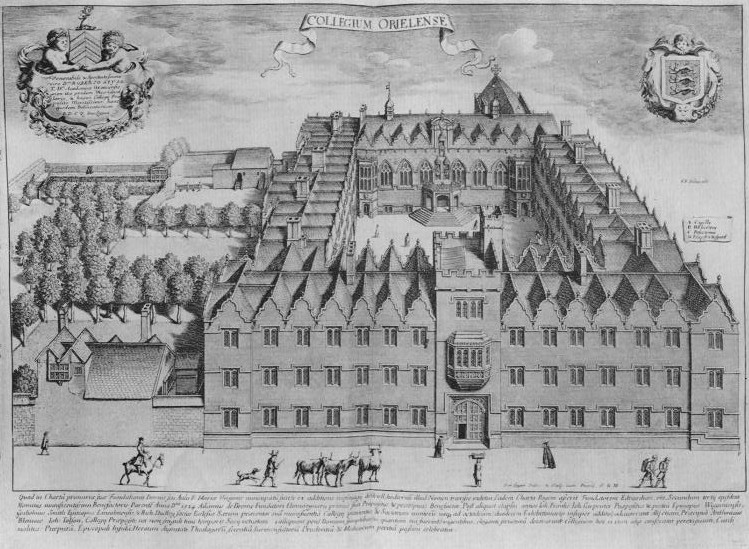
نقش نحاسي للكلية في عام 1675 ، في الجانب الشرقي يوجد المدخل الأمامي ، و الرباعي الأول و على اليسار توجد الحديقة التي سيتم بناء الرباعي الثاني عليها